# Continvoir
Continvoir – miejscowość i gmina we Francji, w Regionie Centralnym, w departamencie Indre i Loara.
Według danych na rok 1990 gminę zamieszkiwało 420 osób, a gęstość zaludnienia wynosiła 10 osób/km² (wśród 1842 gmin Regionu Centralnego Continvoir plasuje się na 743. miejscu pod względem liczby ludności, natomiast pod względem powierzchni na miejscu 144.).